# Federação Sergipana de Futebol
De Federação Sergipana de Futebol (Nederlands: Voetbalfederatie van Sergipe) werd opgericht op 10 november 1926 en controleert alle officiële voetbalcompetities in de staat Sergipe. De federatie vertegenwoordigt de voetbalclubs bij de overkoepelende CBF en organiseert het Campeonato Sergipano.
De bond werd opgericht als de Liga Sergipana de Esportes Atléticos, deze volgde de Liga Desportiva Sergipana op. In 1941 werd dit gewijzigd naar Federação Sergipana de Desportos. Op 20 januari 1976 werd de huidige naam aangenomen. 

Acre · Alagoas · Amapá · Amazonas · Bahia · Ceará · Espírito Santo · Federaal District · Goiás · Maranhão · Mato Grosso · Mato Grosso do Sul · Minas Gerais · Pará · Paraíba · Paraná · Pernambuco · Piauí · Rio de Janeiro · Rio Grande do Norte · Rio Grande do Sul · Rondônia · Roraima · Santa Catarina · São Paulo · Sergipe · Tocantins